# Бульдог кампейро
Бульдог кампейро, или бразильский бульдог (порт. buldogue campeiro), — бразильская порода собак. Произошла от вымершего староанглийского бульдога, завезённого в Бразилию европейскими переселенцами в XVI веке. Рост в холке — от 48 до 58 см; вес взрослых кобелей и сук — от 35 до 45 кг.

## История породы
Бульдог кампейро — был выведен для помощи в обращении со скотом, но не как пастушья собака. Собаки, которые преуспели в работе с диким рогатым скотом и свиньями, высоко ценились так же, как и те собаки, которые могли охранять телегу и лошадь тропейро (водителей мулов и лошадей, которые ездили между регионами Бразилии в XVII-м веке). 
Порода демонстрирует функциональные особенности своего вероятного предка, а именно старого английского бульдога (вымершая порода), который мог удерживать свиней за уши на бойне и управлять дикой коровой весом до 400 кг.
Его способности широко использовалась на скотобойнях в южном регионе Бразилии и в регионе, который в настоящее время является штатом Мату-Гросу-ду-Сул. В этих заведениях собаки использовались для усмирения скота и свиней на убой. 
Однако новые законодательные меры, введенные санитарным надзором, сделали невозможным использование собак на бойнях. Это событие в сочетании с популярностью иностранных пород, которые прибыли в Бразилию в 1970-х и 1980-х годах, вызвали снижение популярности бульдогов кампейро, и порода оказалась близка к вымиранию.